# Roy Campbell
Ignatius Royston Dunnachie Campbell, más conocido como Roy Campbell (Durban, Sudáfrica, 2 de octubre de 1901-Setúbal, Portugal, 23 de abril de 1957) fue un poeta, escritor satírico, traductor e hispanista sudafricano. Fue considerado por T. S. Eliot, Dylan Thomas y Edith Sitwell como uno de los mejores poetas del período de entreguerras. Para algunos su posición política, su ideología de derechas, su apoyo al bando sublevado o bando franquista durante la guerra civil española y su posición contraria a los críticos de su época -mayoritariamente de izquierdas- pudieron mermar inmerecidamente la valoración de su legado poético y literario. Hoy en día su vida y obras –ambas singularmente coloridas– son poco conocidas, si bien, en 2012 se editó en español la biografía Roy Campbell. «España salvó mi alma» de Joseph Pearce.

## Infancia y juventud
Nació en Durban, Sudáfrica, hijo del Dr. Samuel George Campbell. Se educó en el colegio "Durban High School", donde pronto se aficionó a la literatura. Campbell fue domador de caballos y pescador y logró hablar fluidamente el idioma  zulú. Se marchó de Sudáfrica en 1918 con intención de matricularse en la Universidad de Oxford, pero nunca lo hizo. Sin embargo su vida intelectual floreció en la ciudad universitaria. Escribió versos en el estilo de T. S. Eliot y Paul Verlaine, luego conoció personalmente a Eliot, Dylan Thomas, los Sitwells, y a Wyndham Lewis. Con el tiempo se dio a la bebida, costumbre que mantuvo muchos años. Publicó su primera colección de poemas, The Flaming Terrapin, en 1924, cuando solo tenía veintidós años de edad. En 1921 contrajo matrimonio con Mary Margaret Garman, una de las hermanas Garman, a la que dio dos hijas, Tess y Anna Campbell.

## Poeta y satírico
Al regresar a Sudáfrica en 1925, comenzó la revista literaria Voorslag, junto a William Plomer y Laurens van der Post, que promovía la integración racial en África del Sur; permaneció como su editor tres ediciones y luego renunció porque sus radicales puntos de vista no eran bien valorados dentro de la sociedad conservadora. Sin embargo, le pareció que la cultura local era demasiado introspectiva. Después de escribir el poema satírico The Wayzgoose (publicado en 1928) volvió a Inglaterra (1927). Era aficionado a la cultura y lengua españolas y tradujo a Federico García Lorca, San Juan de la Cruz, etcétera.

## Guerra civil española, la Segunda Guerra Mundial y sus últimos años
A principios de la década de los 30, Campbell denunció duramente al grupo Bloomsbury, en su sátira The Georgiad, calificándolos de intelectuales sin intelecto. Había marchado a la Provenza (Francia) desde donde viajaría con frecuencia a España. Fue en España, en 1935, cuando abrazó el catolicismo. Durante la guerra civil española apoyó al bando fascista afirmando que combatía a su favor. 
La glorificación de Campbell del poderío militar y los valores viriles del régimen de Franco tuvieron una mala reacción en su país natal, y su reputación sufrió considerablemente como consecuencia. En su poema, Rifle floreciente (Flowering Rifle), atacó a la República, alabó a Franco y acusó a los comunistas de cometer atrocidades aún más espantosas que cualquier gobierno fascista (los datos y numeros demuestran lo contrario. En un pie de página adjunto al poema añadió: 

Más gente ha sido puesta en prisión por la Libertad, humillada y torturada por la Igualdad, y masacrada por la Fraternidad en este siglo, que por motivos mucho menos hipócritas, en la Edad Media.

Cuando el 18 de julio de 1936 tuvo lugar el alzamiento de los militares, Campbell se encontraba en Toledo; vivía junto a un convento de la Orden carmelita con cuyos religiosos mantenía una muy buena relación. Tanto, que temiendo lo que iba a pasar y pasó, los frailes le confiaron los manuscritos originales de las obras de san Juan de la Cruz guardados en un arcón de madera. Campbell tuvo el acierto de esconderlo en su casa cuando el Frente Popular se hizo con el control de la situación en la Ciudad Imperial. 
Campbell logró huir de España con los suyos en un barco inglés y, de nuevo en el Reino Unido, censuró la actitud mayoritaria de la población británica, favorable a un Frente Popular al que había visto en acción. Inmortalizó con un poema, «The Carmelites of Toledo», la tragedia de la que había sido testigo presencial. Hacia 1939, retornó a Gran Bretaña, donde tras denunciar a la Alemania Nazi, y pese a que superaba la edad de conscripción logró enrolarse en el Ejército Británico, participando en la guerra con el grado de sargento, en el teatro de operaciones del Este y Norte de África.
Finalizada la guerra, y tras algunos años, se estableció en Portugal, a principio de la década de los 50, traduciendo del español, francés y portugués con brillantez. Fallecería el 23 de abril de 1957, lunes de Pascua, en un accidente de tráfico. Cuando estaba viviendo en su casa el escritor español Jesús Pardo, redactó una autobiografía que quedó inacabada, Light on a Dark Horse.

### De Campbell
- The Flaming Terrapin. (1924).
- Voorslag. (1926-1927). Revista mensual editeda por Roy Campbell, et al.
- The Wayzgoose: A South African Satire. (1928).
- Adamastor. (1930).
- Poems. (1930).
- The Gum Trees. (1931).
- The Georgiad - A Satirical Fantasy in Verse. (1931).
- Taurine Provence. (1932).
- Pomegranates. (1932).
- Burns. (1932).
- Flowering Reeds. (1933).
- Broken Record. (1934).
- Mithraic Emblems. (1936).
- Flowering Rifle: A Poem from the Battlefield of Spain. (1936).
- Songs of the mistral. (1938).
- Talking Bronco. (1939).
- Poems of Baudelaire: A Translation of Les Fleurs du Mal. (1946).
- Light on a Dark Horse: An Autobiography. (1952).
- Lorca. (1952).
- The Mamba's Precipice. (1953) (Children's story).
- Nativity. (1954).
- Portugal. (1957).
- Wyndham Lewis. (1985).

### Sobre Campbell
- Wright, David (1961). Roy Campbell.
- Smith, Rowland (1973). Lyric and Polemic: The Literary Personality of Roy Campbell.
- Povey, John (1977). Roy Campbell.
- Parsons, David; Stewart Japp (1982). Roy Campbell: A Descriptive and Annotated Bibliography, With Notes on Unpublished Sources.
- Campbell, Anna (1986). Poetic Justice: A Memoir of My Father, Roy Campbell.
- Alexander, Peter (1989). Roy Campbell: A Critical Biography.
- Pearce, Joseph (2001). Bloomsbury and Beyond: The Friends and Enemies of Roy Campbell.
- Pearce, Joseph (2004). Unafraid of Virginia Woolf: The Friends and Enemies of Roy Campbell.
- Connolly, Cressida (2004). The Rare and the Beautiful: The Lives Of The Garmans.
- Judith Lütge Coullie, Joseph Pearce (2011). Remembering Roy Campbell: The Memoirs of His Daughters Anna and Tess. Winged Lion Press. ISBN 978-1936294046.

Ediciones en español
- Roy Campbell (1958). Poemas, selección, versión y prólogo de Aquilino Duque. Rialp, serie Adonais, volumen CLVII.
- Joseph Pearce (2012). Roy Campbell. "España salvó mi alma". Libros Libres. ISBN 978-84-92654-74-1. Archivado desde el original el 1 de abril de 2012. Consultado el 22 de julio de 2012.
- Roy Campbell (2010).  J. Isaías Gómez López, ed. Poemas escogidos. Universidad Almería. ISBN 9788482409542.
- Pearce, Joseph (2013). Escritores conversos: La inspiración espiritual en una época de incredulidad. Palabra. pp. 255 y ss. ISBN 9788498406276.
- Pearce, Joseph (2014). C. S. Lewis y la Iglesia católica. Palabra. pp. 114 y ss. ISBN 9788490611029.
- Dominguez Díaz, Emilio (2020). Roy Campbell Marginación, Exilio y Conversión. SND Editores. pp. 325 y ss. ISBN 9788412212587.